# Luidia heterozona
Luidia heterozona is een kamster uit de familie Luidiidae.
De wetenschappelijke naam van de soort werd in 1940 gepubliceerd door Walter Kenrick Fisher.